# Ferpicloz
Ferpicloz (antiguamente en alemán Pichlen) es una comuna suiza del cantón de Friburgo, situada en el distrito de Sarine. Limita al oeste y norte con la comuna de Ependes, al este y sur con Le Mouret, y al suroeste con Senèdes.